# Манітулин (округ)
 Манітулін  (англ. Manitoulin District) — округу провінції Онтаріо, Канада. Округ є переписним районом та адміністративною одиницею провінції. Найбільшим містом і адміністративним центром округу є місто Ґор Бей. Населення — 13 090 чол. (За переписом 2006 року).

## Географія

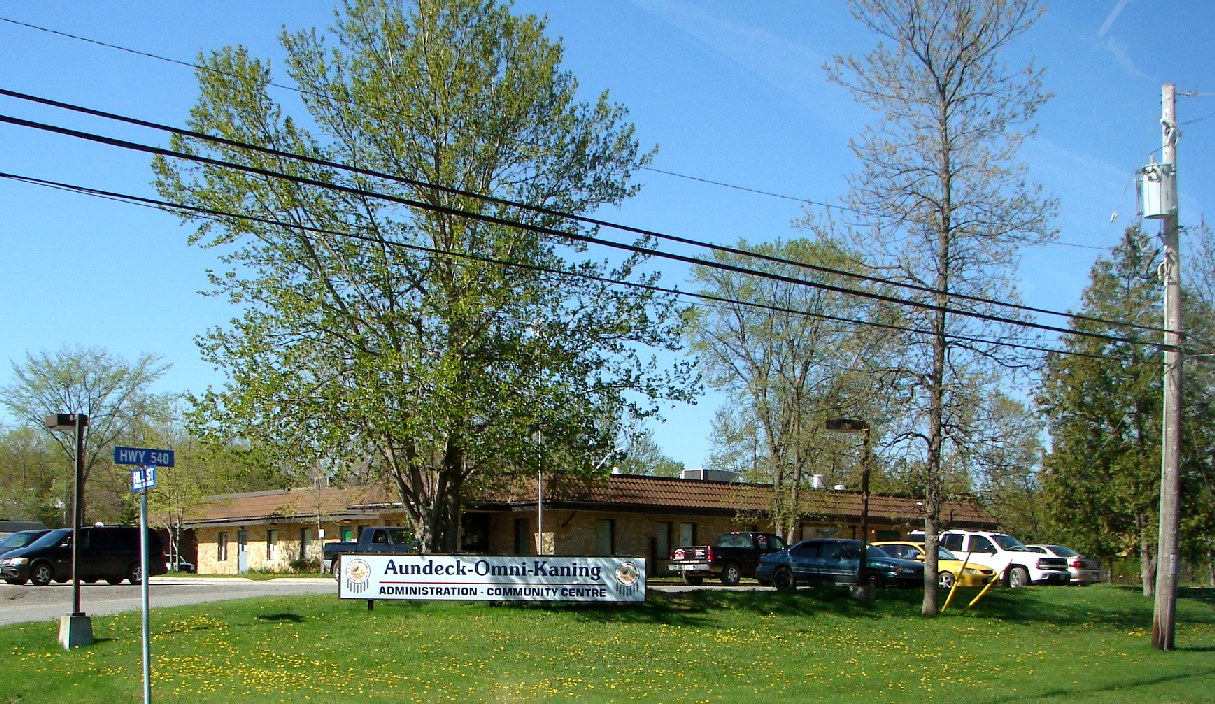
В Сакер Крік.

Округ розташований на півдні центральної частини провінції Онтаріо, в регіоні Північне Онтаріо. Манітулін цілком розташований на однойменному острові і прилеглих острівцях у північній частині озера Гурон. Як наслідок цього, всі адміністративні кордони округу проходять виключно по воді. На північному заході він межує з округом Алгома, на північному сході — з округом Садбері, на південному сході — з графством Брюс. На заході і півдні округ межує з американським штатом Мічиган.

## Адміністративний поділ
До складу округу входять такі муніципальні структури:
- 2 міста: Ґор Бей і Північно-Східний Манітулін і Острови (англ. Northeastern Manitoulin and the Islands);

- 7 тауншіпів: Асіґінак (англ. Assiginack), Білінгс (англ. Billings, Ontario), Берпі та Мілс (англ. Burpee and Mills, Ontario), Сентрал Манітулін (англ. Central Manitoulin, Ontario), Кокберн Айленд (англ. Cockburn Island (Ontario)), Гордон-Бері Айленд (англ. Gordon/Barrie Island) та Текума (англ. Tehkummah);

- 2 окружні території — Неорганізований округ Мейнленд Манітулін (англ. Unorganized Mainland Manitoulin District) та Неорганізований округ Західний Манітулін (англ. Unorganized West Manitoulin District);

- 7 індіанських територій: М'Чіґінґ Першого Народу (англ. M'Chigeeng First Nation), Віквеміконґ Незабраний Індіанський Заповідник (англ. Wikwemikong Unceded Indian Reserve), Жіібаагаасінґ Першого Народу (англ. Zhiibaahaasing First Nation), Шегуінда, Шешегванінг, Сакер Крік та Вайтфіш Рівер.

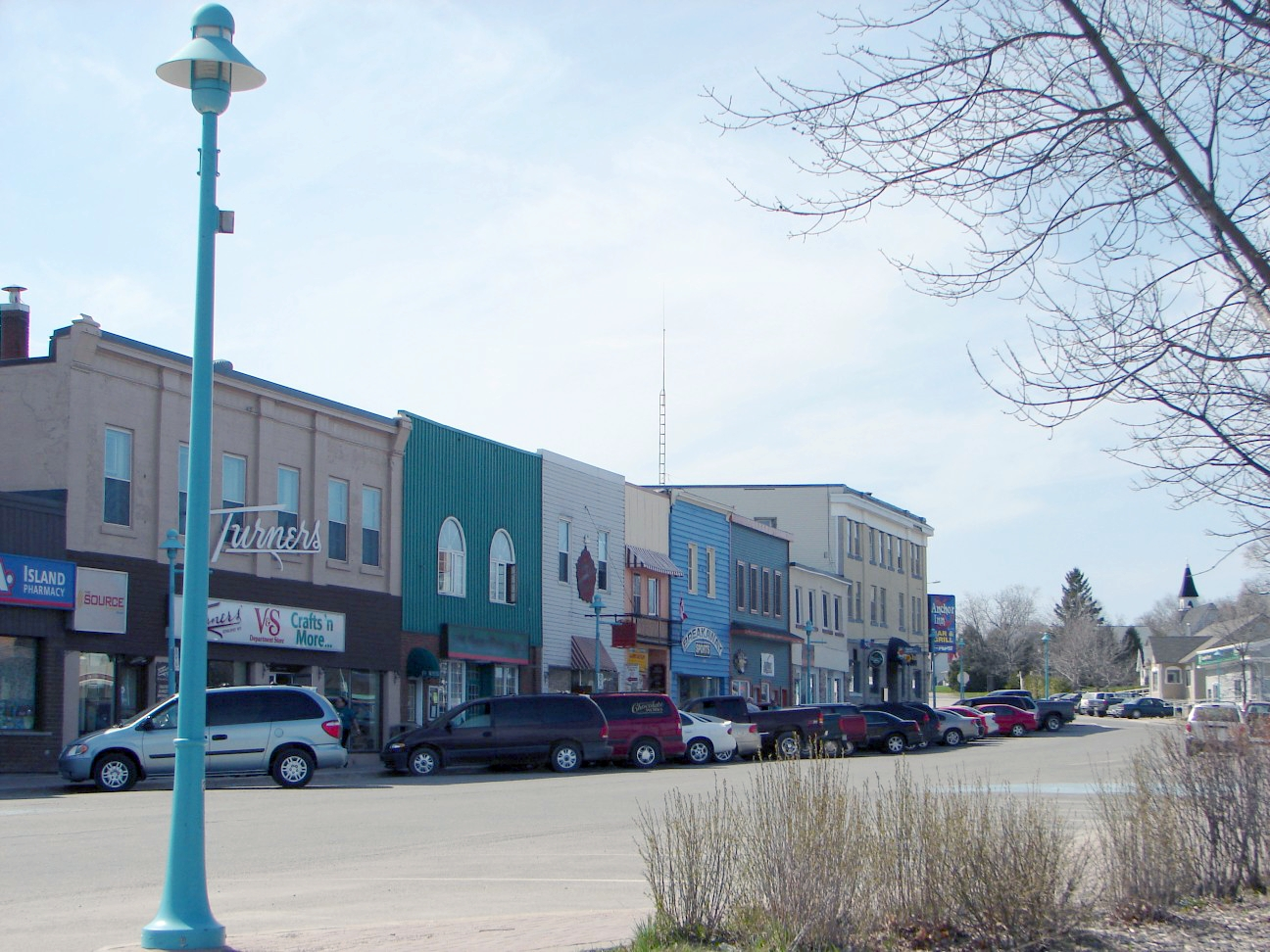
У муніципалітеті Літл Карент, Північно-Східний Манітулін і Острови.

## Населення
З 13 090 жителів, що населяють округ, 6515 становлять чоловіки і 6575 — жінки. Середній вік населення — 44,1 років (проти 39,0 років в середньому по провінції). При цьому, середній вік чоловіків становить 43,8 років, а жінок — 44,4 (аналогічні показники по Онтаріо — 38,1 і 39,9 відповідно).
На території округу зареєстровано 5470 приватних житлових приміщень, що належать 3895 сім'ям. Переважна більшість населення говорить англійською мовою. Поширеність інших мов незначна. Найбільший населений пункт — Північно-Східний Манітулін і Острови, що має статус міста — 2711 чол. (Близько 20 % населення округу, за переписом 2006 року).